# بترتن (مریلند)
بترتن (به انگلیسی: Betterton) شهری در ایالت مریلند کشور ایالات متحده آمریکا است که جمعیت آن در سرشماری سال ۲۰۱۰ میلادی، ۳۴۵ نفر بوده‌است.